# Lincoln, Michigan
Lincoln är en ort (village) i Alcona County i Michigan. Vid 2010 års folkräkning hade Lincoln 337 invånare.